# Астидамея
Вижте пояснителната страница за други значения на Астидамея.
Астидамея (наричана и Хиполита) в древногръцката митология е дъщеря на Кретей (син на Еол), основател на град Йолк (дн. Волос, в Тесалия, Гърция) и съпруга на един от по-късните му царе – Акаст, син на Пелий. От него ражда 2 дъщери – Астеропа и Лаодамия. 

## Пелей в Йолк
След като се жени за дъщеря му Антигона, героят Пелей неволно убива по време на Калидонския лов владетеля на Фтия Евритион. Той се възцарява на негово място, но не може да остане в града и го напуска без съпругата си. Приютен е от царското семейство на Йолк, където се надява да получи очищение за убийството на тъста си, но царица Астидамея се влюбва в него. Пелей отблъсква ухажванията ѝ и тя решава да му отмъсти. Жертва на интригите ѝ стават както самият Пелей, когото тя набедява в опит за изнасилване, така и жена му, която е докарана от Астидамея до такова отчаяние, че се обесва. За да отмъсти на госта си за мнимото посегателство над съпругата му, цар Акаст го подмамва да участва с него в лов в близката планина Пелион. Планината е обиталище на свирепите кентаври и Акаст оставя Пелей там без оръжие, изложен на атаките им. Благодарение на помощта на приятелски настроения към него кентавър Хирон, Пелей успява да избяга. Впоследствие той се завръща в Йолк, като превзема и разграбва града, а Акаст и жена му убива, вероятно измъчвайки и осакатявайки ги преди това. Специално Астидамея, според Псевдо-Аполодор, е накълцана на парчета и те са разпръснати по пътя на влизащите в Йолк войски на Пелей. Изглежда след това Пелей става владетел на града и областта му, защото на Пелион, той се жени за нимфата Тетида, която по-късно ражда от него героя Ахил, в присъствието на боговете-олимпийци.